# Rishiri-tō
L'île Rishiri ou Rishiri-tō (利尻島, Rishiritō) est une île du Japon qui se situe dans la mer du Japon, au nord-ouest de Hokkaidō.
Administrativement, l'île se compose des bourgs de Rishiri et Rishirifuji.

## Géographie

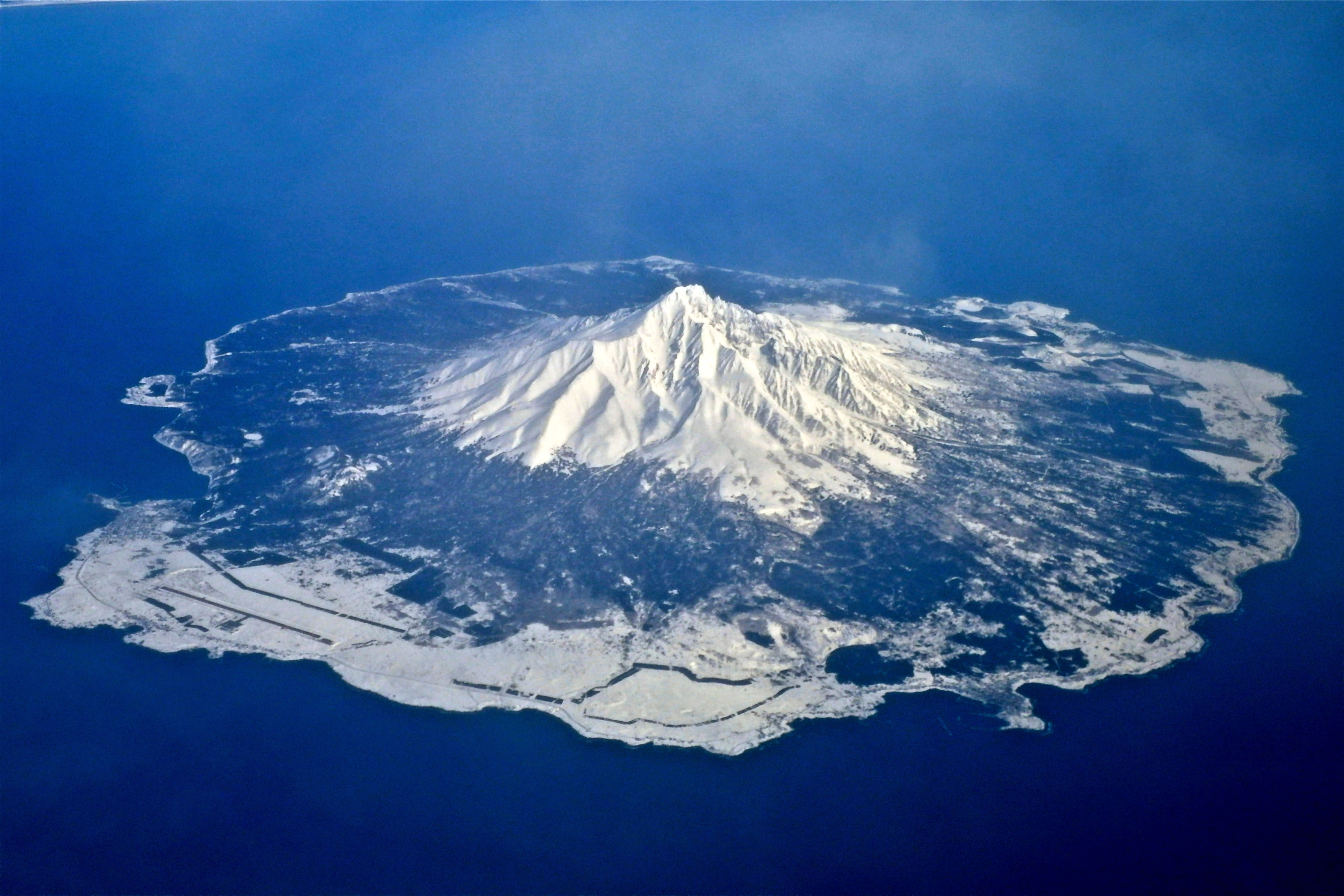
Vue aérienne de l'île Rishiri.

L'île a une circonférence de 63 km et une superficie de 183 km2. Elle est formée par un cône volcanique éteint, le mont Rishiri, haut de 1 721 m, qui fait partie de la liste des 100 montagnes célèbres du Japon.
Avec l'île Rebun et la plaine de Sarobetsu, Rishiri forme le parc national de Rishiri-Rebun-Sarobetsu. Les principales activités économiques de l'île sont la pêche et le tourisme.
L'île Rishiri se situe à environ 20 km des côtes de Hokkaidō et peut être rejointe par bateau depuis Wakkanai et Otaru ou par avion depuis Wakkanai.

### Climat
Contrairement au climat continental dominant à l'intérieur d'Hokkaido, l'île de Rishiri connaît de petits changements de température tout au long de l'année, tout comme l'île de Kihnu ou l'île de Juan Fernández. La température ne dépasse pas 26 °C en été, et descend rarement en dessous de −12 °C en hiver.
| Mois                                             | jan.       | fév.       | mars       | avril     | mai       | juin      | jui.      | août      | sep.      | oct.      | nov.       | déc.       | année      |
| ------------------------------------------------ | ---------- | ---------- | ---------- | --------- | --------- | --------- | --------- | --------- | --------- | --------- | ---------- | ---------- | ---------- |
| Température minimale moyenne (°C)                | −6,4       | −6,5       | −3,2       | 1,4       | 6,1       | 10,4      | 14,9      | 16,6      | 13,5      | 8         | 1,2        | −4,2       | 4,3        |
| Température moyenne (°C)                         | −4         | −3,8       | −0,3       | 4,6       | 9,6       | 13,7      | 18        | 19,9      | 17,3      | 11,5      | 4          | −1,8       | 7,4        |
| Température maximale moyenne (°C)                | −1,8       | −1,4       | 2,1        | 7,6       | 13,2      | 17,3      | 21,4      | 23,1      | 20,6      | 14,4      | 6,7        | 0,5        | 10,3       |
| Record de froid (°C) date du record              | −15,7 1979 | −16,9 1978 | −14,4 1991 | −6,4 2012 | −1,8 1989 | 1,3 1985  | 5,5 1989  | 8,8 2008  | 5,4 1992  | −0,7 2004 | −10,5 1987 | −12,3 1987 | −16,9 1978 |
| Record de chaleur (°C) date du record            | 7,3 2009   | 7,4 2010   | 12,4 2021  | 19,3 2012 | 23,8 2011 | 28,6 1988 | 31,9 2021 | 32,5 1989 | 30,4 2020 | 21,8 2013 | 16,7 1990  | 12,1 2014  | 32,5 1989  |
| Ensoleillement (h)                               | 42,5       | 74,3       | 133,1      | 173       | 184,3     | 153,4     | 152,5     | 162       | 175,1     | 137,7     | 65,8       | 37,8       | 1 492,5    |
| Précipitations (mm)                              | 46,4       | 33,3       | 34,8       | 41,2      | 68,4      | 62,1      | 93,8      | 118,2     | 117,9     | 117,5     | 106,5      | 72,6       | 916,2      |
| Nombre de jours avec précipitations              | 13,9       | 11,2       | 9          | 8,5       | 9,3       | 8,6       | 8,6       | 9,1       | 11        | 13,3      | 13         | 13,8       | 128,7      |
| dont nombre de jours avec précipitations ≥ 10 mm | 0,9        | 0,5        | 0,8        | 1,1       | 2         | 1,9       | 3,2       | 3,5       | 3,5       | 3,9       | 3,4        | 2          | 26,8       |

| Diagramme climatique                                  |              |             |            |             |              |              |               |               |            |             |             |
| J                                                     | F            | M           | A          | M           | J            | J            | A             | S             | O          | N           | D           |
| −1,8−6,446,4                                          | −1,4−6,533,3 | 2,1−3,234,8 | 7,61,441,2 | 13,26,168,4 | 17,310,462,1 | 21,414,993,8 | 23,116,6118,2 | 20,613,5117,9 | 14,48117,5 | 6,71,2106,5 | 0,5−4,272,6 |
| Moyennes : • Temp. maxi et mini °C • Précipitation mm |              |             |            |             |              |              |               |               |            |             |             |

## Histoire
En 1848, Ranald MacDonald, le premier homme à avoir enseigné l'anglais au Japon a posé le pied sur l'île.

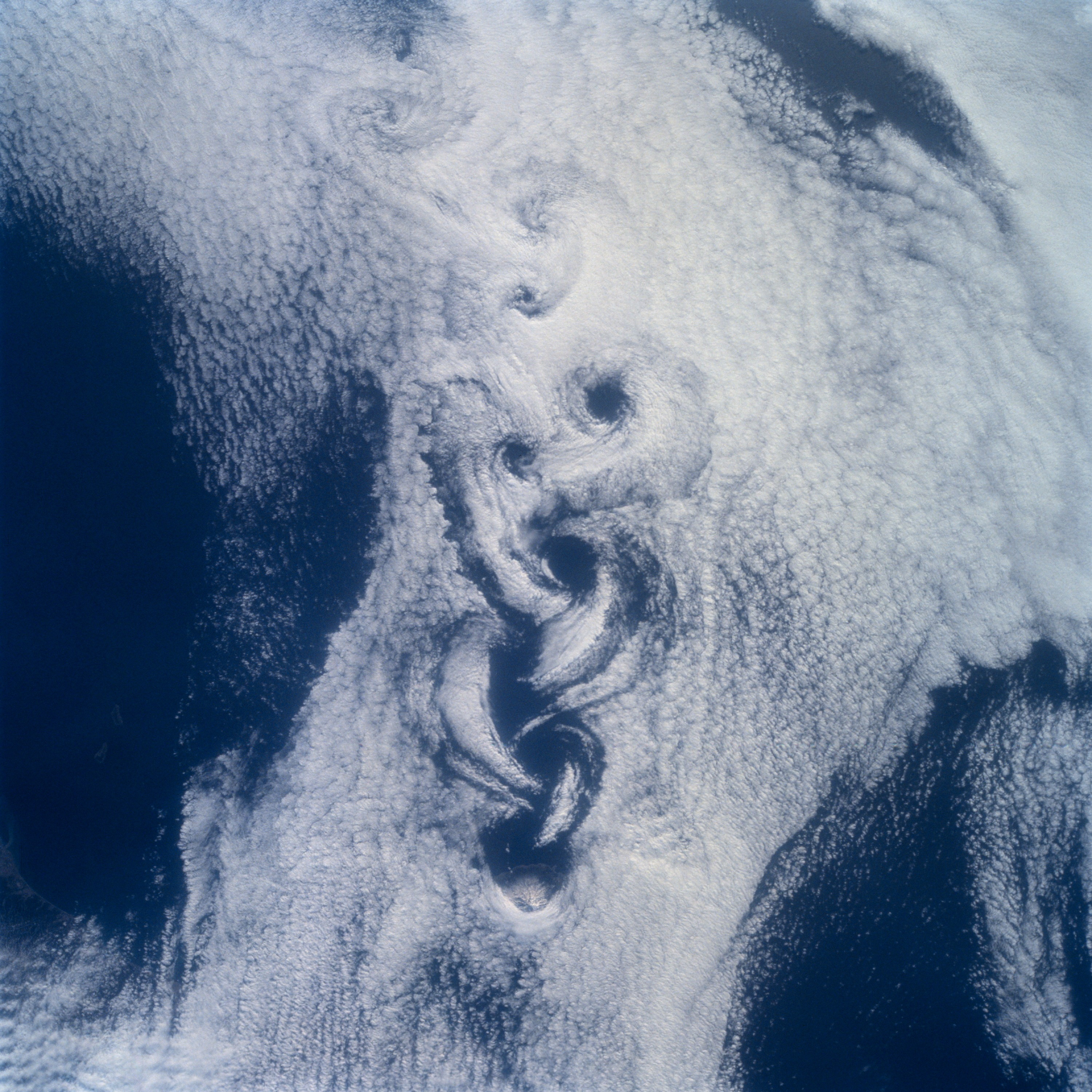
Tourbillons de Karman formés par le mont Rishiri.